# 1467 Mashona
Az 1467 Mashona (ideiglenes jelöléssel 1938 OE) egy kisbolygó a Naprendszerben. Cyril V. Jackson fedezte fel 1938. július 30-án, Johannesburgban.